# Montipora hoffmeisteri
Montipora hoffmeisteri är en korallart som beskrevs av Wells 1954. Montipora hoffmeisteri ingår i släktet Montipora och familjen Acroporidae. IUCN kategoriserar arten globalt som livskraftig. Inga underarter finns listade i Catalogue of Life.